# Capanna Giovanni Gnifetti
La capanna Giovanni Gnifetti è un rifugio situato nel comune di Gressoney-La-Trinité (AO), sul versante valdostano del Monte Rosa, nelle Alpi Pennine, a 3647 m s.l.m.

## Storia

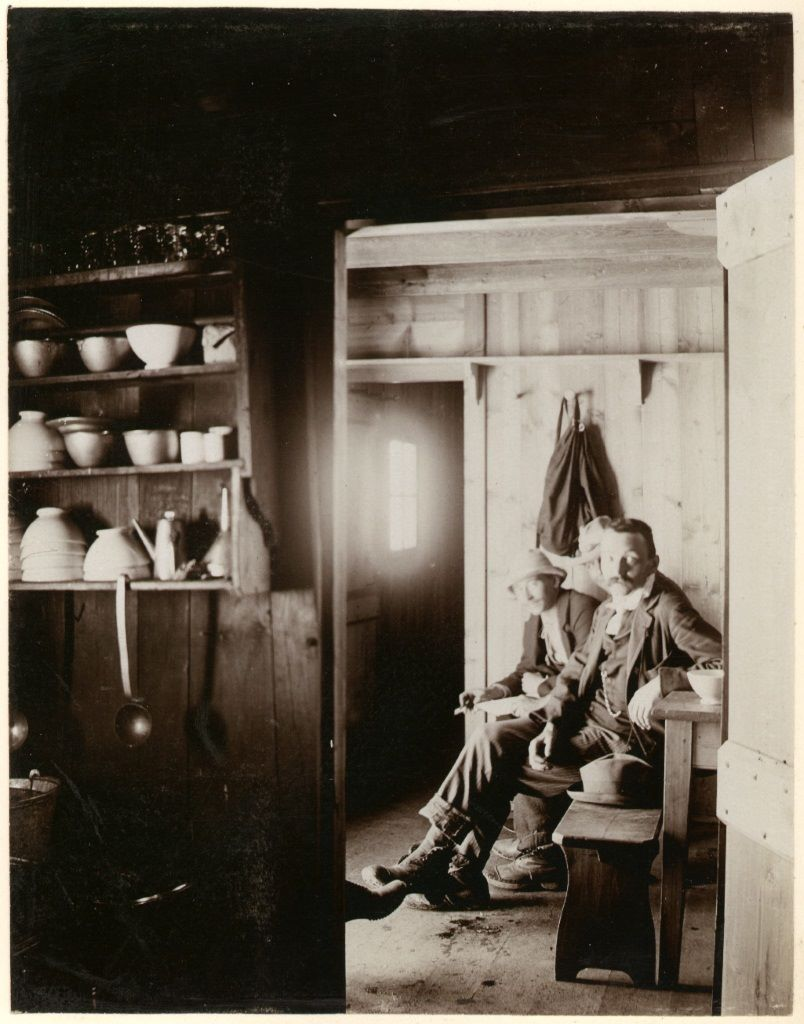
L'interno del rifugio nei primo anni del Novecento (foto M.Gabinio)

Il primo rifugio sorto sul costone roccioso che separa il ghiacciaio del Garstelet e il ghiacciaio del Lys era soltanto un piccolo bivacco, che fu inaugurato il 15 ottobre 1876. A quella prima costruzione, negli ultimi anni del XIX secolo, si aggiunsero nuovi locali per aumentare la capienza del rifugio; poi, nel 1907, la capanna fu completamente ricostruita, aumentando ancora di dimensioni, e, di nuovo, ulteriormente ampliata nel 1937. L'attuale struttura, che sostituì la precedente, fu costruita nel 1967, in occasione dei festeggiamenti per il centenario della fondazione della sezione Cai di Varallo.
Il rifugio fu intitolato a don Giovanni Gnifetti, parroco di Alagna Valsesia e appassionato alpinista, autore della prima salita, nel 1842, su una delle più alte cime del Monte Rosa, che ora porta il suo nome (punta Gnifetti o Signalkuppe) e dove sorge la capanna Regina Margherita.

## Caratteristiche e informazioni
Il rifugio dispone di 176 posti letto (12 dei quali nel locale invernale aperto tutto l'anno) ed è aperto, con servizio di pernottamento e ristorazione, da Pasqua fino a settembre. (Informarsi contattando il rifugio o la sede CAI per le date stagionali)

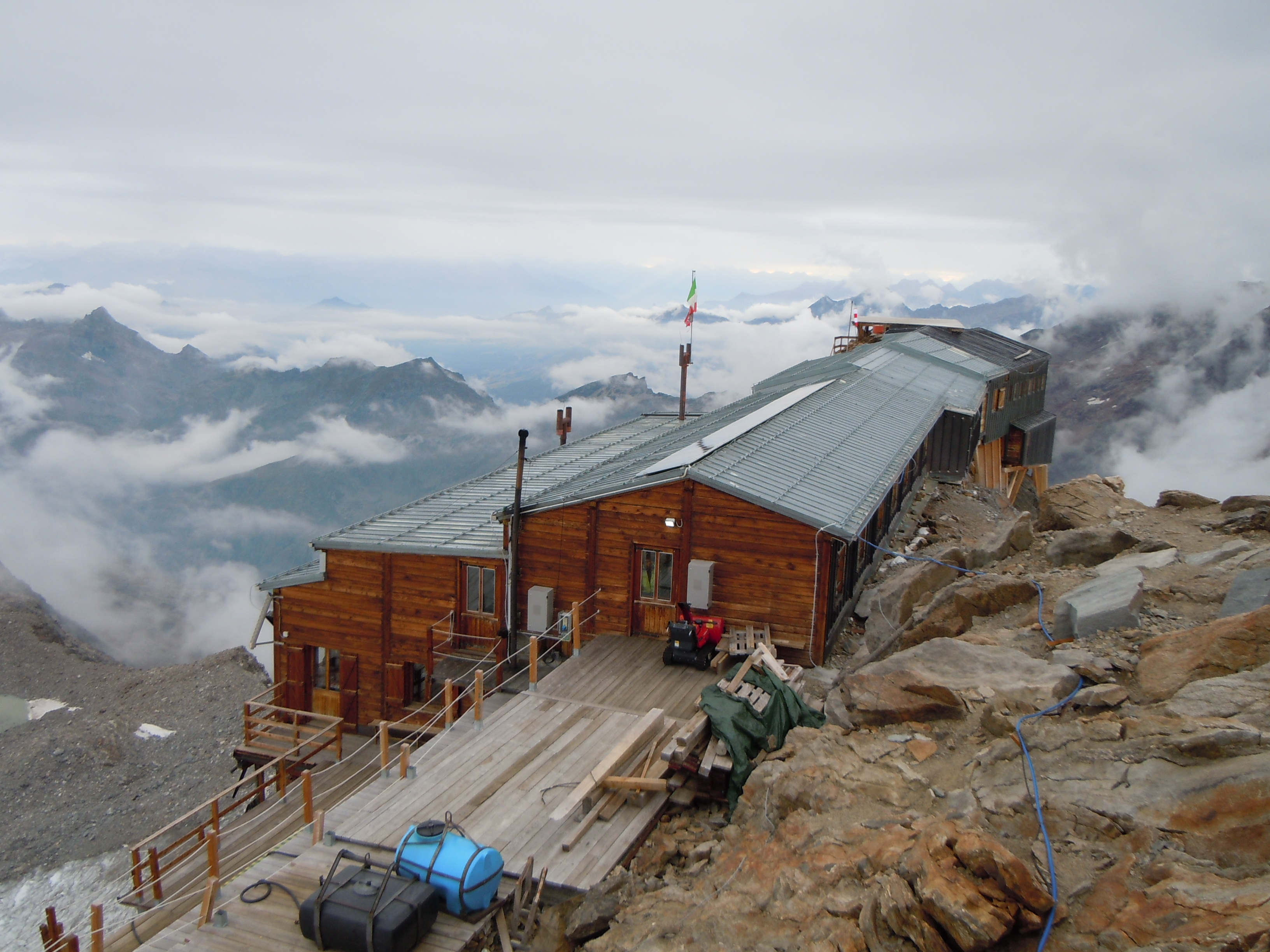
Il retro della capanna

## Accessi

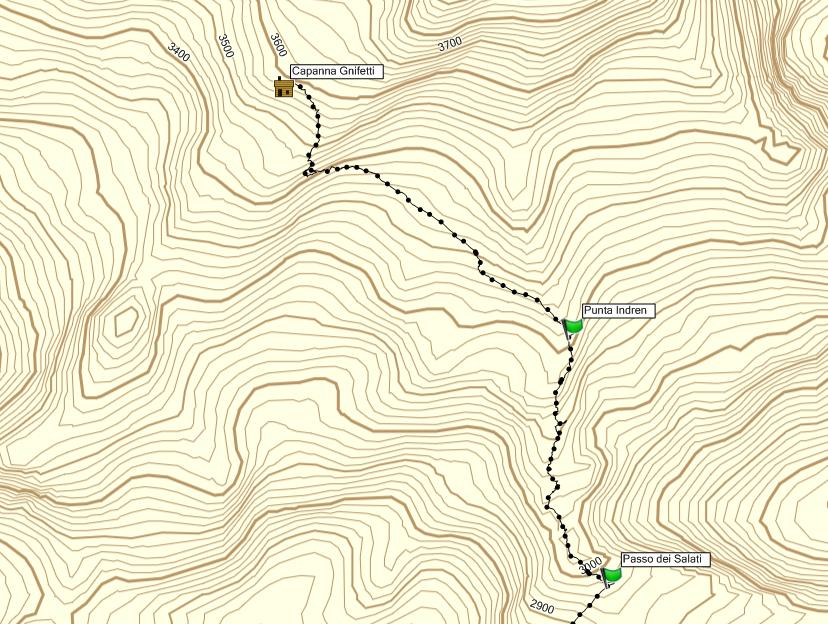
Visualizzazione grafica della salita dal Passo dei Salati alla Capanna Giovanni Gnifetti.

Fino a quando c'era la funivia Bocchetta delle Pisse - Punta Indren, gli escursionisti preferivano servirsi di questo impianto di risalita per evitare il tratto dello Stolemberg, che allungava l'escursione di circa 2 ore. Dopodiché, si attraversava il Ghiacciaio di Indren, si raggiungeva il ghiacciaio del Garstelet e si arrivava alla Capanna.
Nell'estate del 2008 la funivia è stata tolta, quindi era obbligatorio passare dal Passo dei Salati, sorpassare lo Stolemberg e ritrovarsi alla Punta Indren.
Dal 2010 la capanna è nuovamente raggiungibile, in circa due ore di cammino, dalla Punta Indren (nuova funivia Passo dei Salati-Punta Indren, inaugurata nella stagione invernale 2009-2010).
In alternativa, la Capanna può essere raggiunta in circa 4 ore, con facile sentiero e transitando dal Rifugio Città di Mantova, partendo dal Gabiet a cui si perviene con funivia da Stafal, frazione di Gressoney-La-Trinité.

## Ascensioni
Le principali ascensioni, la maggior parte delle quali di natura alpinistica, che possono essere compiute dalla capanna sono:
- Balmenhorn (m. 4167), dove sorge il bivacco Felice Giordano, ore 2
- Corno Nero o Schwarzhorn (m. 4322), ore 2 e 30
- Ludwigshöhe (m. 4342), ore 2 e 30
- Lyskamm Orientale (m. 4527), ore 4
- Piramide Vincent (m. 4215), ore 2
- Punta Dufour (m. 4634), ore 6
- Punta Giordani (m. 4046), ore 2
- Punta Gnifetti o Signalkuppe (m. 4559), dove sorge la capanna Regina Margherita, ore 4
- Punta Parrot (m. 4436), ore 3 e 30
- Punta Zumstein (m. 4563), ore 4

## Traversate
- Monte Rosa Hütte (m. 2795) per il colle del Lys (m. 4248), ore 5 e 30
- Rifugio Quintino Sella al Felik (m. 3585) per il Naso del Lyskamm (m. 4272), ore 5

## Curiosità

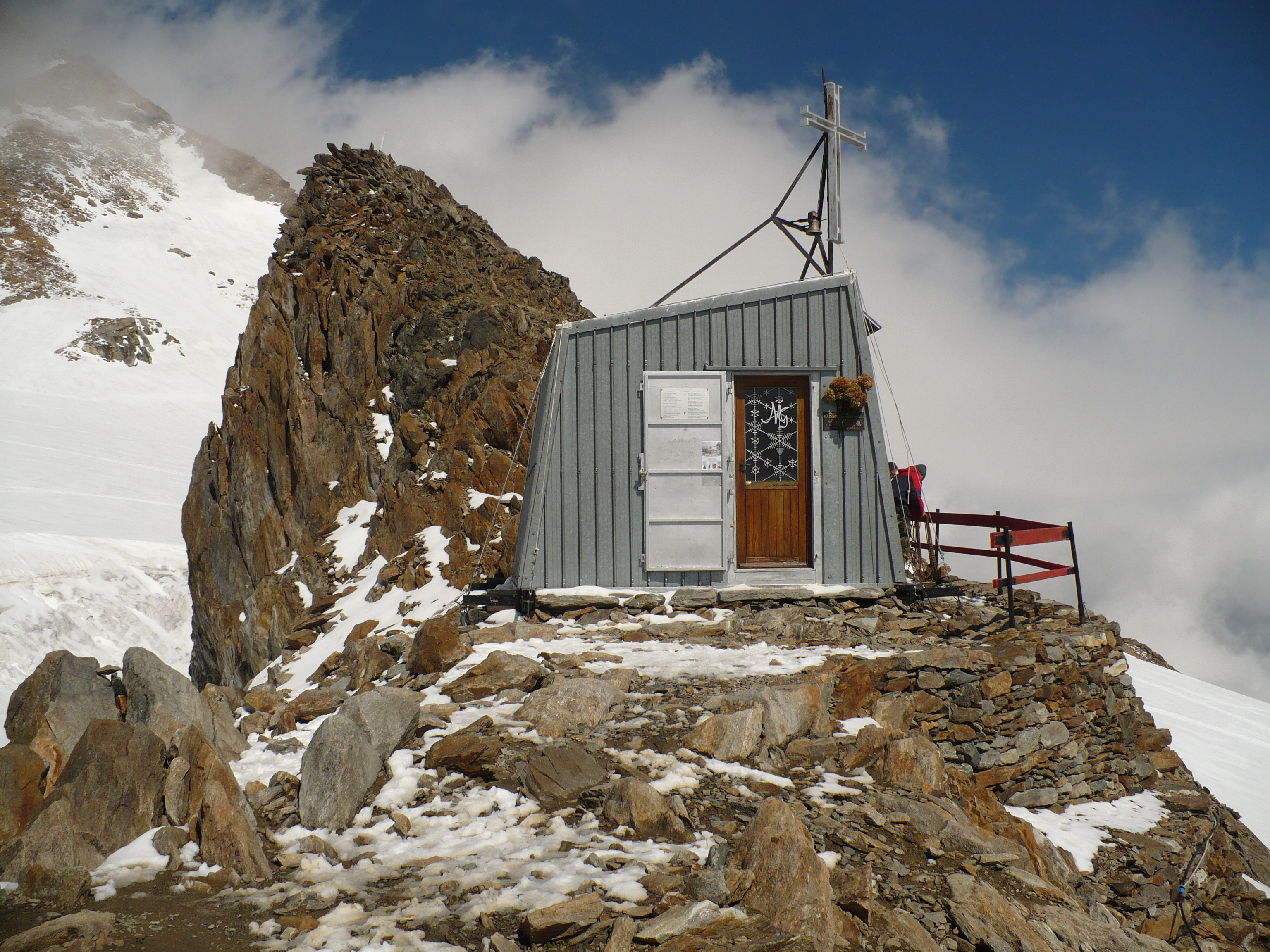
La cappella costruita nei pressi del rifugio.

Nei pressi del rifugio sorge una cappella dedicata alla Madonna della Neve, dove ogni anno, in occasione della festa la prima domenica di agosto, viene celebrata la messa. Questa cappella è l'edificio religioso costruito all'altitudine più elevata in Europa.